# Thảm sát Balangiga
Vụ thảm sát Balangiga là một sự cố vào năm 1901 tại thị trấn cùng tên trong Chiến tranh Mỹ Philippines. Ban đầu, nó đề cập đến việc giết chết khoảng 48 thành viên của Bộ binh số 9 Hoa Kỳ bởi người dân thị trấn được cho là do quân du kích ở thị trấn Balangiga trên đảo Samar tấn công vào ngày 28 tháng 9 năm đó. Sự cố này được mô tả là thất bại tồi tệ nhất của Quân đội Hoa Kỳ kể từ trận Little Bighorn năm 1876.
Sau vụ thảm sát, Quân đội Hoa Kỳ đã lấy ba tiếng chuông nhà thờ làm chiến tích. Một cái chuông nhà thờ thuộc sở hữu của Trung đoàn Bộ binh 9 tại căn cứ của họ ở Camp Red Cloud, Hàn Quốc, trong khi hai chiếc còn lại được giữ trên một căn cứ cũ của Trung đoàn Bộ binh 11 tại Căn cứ Không quân Warren ở Cheyenne, bang Utah. Nhu cầu trả lại chuông của nhà thờ tại Balangiga là vấn đề gây tranh cãi nổi bật giữa các quốc gia. Vào ngày 11 tháng 8 năm 2018, Đại sứ quán Hoa Kỳ tại Manila tuyên bố rằng những chiếc chuông sẽ được trả lại cho Balangiga. Vào ngày 11 tháng 12 năm 2018, tiếng chuông đã được đưa trở lại đất Philippines.
Cuộc tấn công và trả đũa sau đó vẫn là một trong những vấn đề gây tranh cãi và kéo dài nhất giữa Philippines và Hoa Kỳ. [6] Hồ sơ mâu thuẫn từ các nhà sử học Mỹ và Philippines đã nhầm lẫn vấn đề này. Theo một số nhà sử học người Philippines, như Teodoro Agoncillo, "vụ thảm sát Balangiga" thực sự là sự trả thù sau đó đối với người Samar và du kích khi lính Mỹ đốt cháy toàn bộ thị trấn trong tháng 3 trên khắp Samar.